# Didymellaceae
Didymellaceae är en familj av svampar som beskrevs av Gruyter, Aveskamp och Verkley. Didymellaceae ingår i ordningen Pleosporales, klassen Dothideomycetes, divisionen sporsäcksvampar och riket svampar.
Kladogram enligt Dyntaxa:
| Didymellaceae | \| \| Leptosphaerulina \| \| \| \|  |
|               | \| \| Leptosphaerulina \| \| \| \|  |
|               | Cucurbitariaceae                    |
|               |                                     |
|               | Delitschiaceae                      |
|               |                                     |
|               | Diademaceae                         |
|               |                                     |
|               | Didymosphaeriaceae                  |
|               |                                     |
|               | Lophiostomataceae                   |
|               |                                     |
|               | Massariaceae                        |
|               |                                     |
|               | Massarinaceae                       |
|               |                                     |
|               | Melanommataceae                     |
|               |                                     |
|               | Montagnulaceae                      |
|               |                                     |
|               | Phaeosphaeriaceae                   |
|               |                                     |
|               | Phaeotrichaceae                     |
|               |                                     |
|               | Pleomassariaceae                    |
|               |                                     |
|               | Pleosporaceae                       |
|               |                                     |
|               | Pleosporales, genera incertae sedis |
|               |                                     |
|               | Sporormiaceae                       |
|               |                                     |
|               | Teichosporaceae                     |
|               |                                     |
|               | Testudinaceae                       |
|               |                                     |
|               | Venturiaceae                        |
|               |                                     |
|               | Zopfiaceae                          |
|               |                                     |
|               | Leptosphaerulina                    |
|               |                                     |

|  | Leptosphaerulina |
|  |                  |